# Иван I Данилович Калита
Ива́н I Дани́лович Калита́ (по разным версиям, 1 октября 1284 или 1288 — 31 марта 1340, Москва) — князь Московский (1322 или 1325—1340), великий князь Владимирский (1328—1340), князь Новгородский (1328—1337). Сын Даниила Александровича, младший брат Юрия Даниловича, получивший своё прозвище, по разным версиям, за щедрость по отношению к нищим или за бережливость.
В молодости участвовал в борьбе Юрия с Тверью за великое княжение, после гибели брата унаследовал княжество Московское, включавшее в то время бассейн Москвы-реки с Коломной и Можайском. Иван Калита использовал в своих интересах антиордынское Тверское восстание 1327 года: именно ему хан Золотой орды Узбек передал контроль над великим княжением, до того закреплённый за Александром Михайловичем Тверским. В последующие годы, опираясь на поддержку Узбека, Иван Данилович смог существенно усилить свою власть. Территория великого княжения, временно разделённая на две части, была заново объединена в 1331 году; Калита (по некоторым данным) получил возможность собирать дань для Орды в других русских княжествах и использовал это для расширения влияния и пополнения своей казны. С этой же целью он заключал династические браки, активно скупал волости и сёла. В источниках упоминаются «купли Калиты» — княжества Углицкое, Галич-Мерское и Белозерское, но неясно, в чём заключалась их зависимость от Москвы, и в завещаниях московских князей они появились только после объединения Московского княжества с великим княжеством Владимирским в конце XIV века. В 1339 году Калита добился казни в Орде своего главного врага, Александра Михайловича Тверского. Правление Ивана Даниловича стало временем значительного усиления Москвы, князья которой теперь непрерывно контролировали Владимир и носили титул «Князь великия всея Руси».
Летописцы связывают с вокняжением Калиты начало 40-летней мирной эпохи, когда ордынцы не совершали набеги на Залесскую Русь (правда, в это же время происходили походы русских и татар на Псков и Смоленск, войны Ивана Даниловича с Новгородом, которые не привели при его жизни к какому-либо определённому результату). Калите удалось заключить союз с высшей церковной властью. Митрополит Пётр сделал Москву своей резиденцией (приблизительно с 1322 года), город украсили каменные храмы.

## Биография

### Происхождение и прозвище
Иван Калита принадлежал к династии Рюриковичей, а точнее — к потомству Всеволода Юрьевича Большое Гнездо (как и большинство других князей Северо-Восточной Руси). Его отец, Даниил Александрович, был младшим из четырёх сыновей внука Всеволода, Александра Ярославича Невского. Братья Даниила, Дмитрий Переяславский и Андрей Городецкий, были великими князьями Владимирскими в 1276—1294 и 1294—1304 годах соответственно, а он всю взрослую жизнь княжил в Москве, первым удельным правителем которой стал в период между 1273 и 1282 годами.
Всего у Даниила было семеро сыновей. Иван стал четвёртым после Юрия, Александра и Бориса (правда, существует гипотеза, что он родился вторым, сразу после Юрия). Его младшим братом был Афанасий; кроме того, в источниках упоминаются Семён и Андрей, которые, по-видимому, умерли детьми. Были ли у Даниила дочери, неизвестно. Нет информации и о происхождении его жены, которую составитель Ростовского соборного синодика называет Агриппиной (согласно некоторым косвенным данным, она могла быть дочерью галицкого князя Льва Даниловича). По мужской линии троюродным братом Ивана был его главный враг Александр Михайлович Тверской — ещё один правнук Ярослава Всеволодовича.
Прозвище князя Ивана Калита связано с названием большого кошеля, который обычно носили на поясе. Согласно некоторым источникам, Ивана Даниловича так прозвали из-за его щедрости по отношению к нищим. По словам Пафнутия Боровского, князь был «милостив зело и ношаше при поясе калиту, всегда насыпану сребрениц, и, куда шедше, всегда даяше нищим, сколько вымется». В XIX веке появилось мнение, что прозвище было саркастичным и что Иван Данилович получил его из-за своей скупости.

### Ранние годы

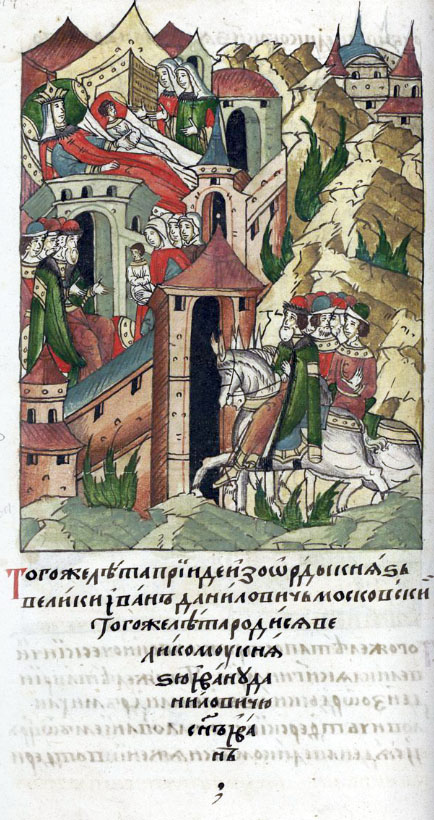
Рождение сына Ивана Калиты Ивана (впоследствии Красного). Миниатюра из Лицевого летописного свода, XVI век

Точная дата появления Ивана Калиты на свет неизвестна. День его рождения исследователи определяют, исходя из того, что перед смертью князь принял монашество под именем Анания: чествование этого христианского святого приходится на 1 октября по юлианскому календарю, а всего восемью днями ранее, 23 сентября, православные празднуют Зачатие Иоанна Предтечи. Предположительно именно Предтеча изображён на печатях Калиты как его персональный святой. Таким образом, Иван Данилович мог родиться 1 октября. В качестве года рождения исследователь Николай Борисов определяет 1288-й, исходя из даты вокняжения Калиты в Новгороде (1296) и возраста его деда и дяди, когда их привозили в Новгород. С другой стороны, В. Кучкин отмечает, что, поскольку в связи с событиями 1296 года Калиту называют не Ивашко, как ребёнка, а Иван, ему тогда должно было быть не меньше 12 лет.
Первые упоминания Калиты в сохранившихся источниках относятся к 1296 году. Тогда новгородцы изгнали посадников великого князя Андрея и пригласили к себе на княжение Даниила, а тот отправил вместо себя сына, Ивана. Вместо последнего делами явно занимались московские бояре; номинальное правление Ивана продолжалось недолго, до 1298 года, и его имя даже не попало в летописный список новгородских князей. Тем не менее юный князь, по-видимому, смог получить на берегах Волхова самый первый политический опыт.
В 1300 году Иван Данилович выступил в роли восприемника на крещении старшего сына московского боярина Фёдора Бяконта. Его крестник получил имя Елевферий и впоследствии стал митрополитом под именем Алексий.

### При Юрии
В 1303 году Даниил Александрович умер. Московским князем стал его старший сын Юрий, а остальные четверо Даниловичей, включая Ивана, вопреки существовавшей тогда традиции не получили уделов. Между тем Московское княжество в эти годы существенно выросло в размерах. Оно поглотило Коломну, ранее принадлежавшую Рязанскому княжеству, и Можайск, то есть взяло под контроль весь бассейн Москвы-реки с выходом к Оке; кроме того, Юрий контролировал Переяславль-Залесский, ставший предметом спора между Москвой и великим князем Андреем. Последний умер в 1304 году, и Юрий заявил о своих претензиях на великое княжение, найдя соперника в Михаиле Ярославиче Тверском.
В связи с этим конфликтом, быстро переросшим в открытую войну, Иван Калита упоминается в источниках в третий раз. Брат направил его в Переяславль, чтобы удержать этот город в случае нападения тверичей. Вскоре к Переяславлю и в самом деле подступило тверское войско во главе с боярином Акинфом Гавриловичем Великим. Иван, заранее узнав об опасности, успел привести переяславцев к крёстному целованию и послать за помощью; на четвёртый день осады он предпринял вылазку, и одновременно тверичей атаковал пришедший со стороны Москвы боярин Нестер Рябец. В ожесточённой битве под Переславлем-Залесским москвичи одержали полную победу. Акинф и его зять Давыд погибли в схватке, после чего в Переяславле были, по словам летописца, «веселие и радость велиа».
Правитель Золотой орды Тохта передал ярлык на великое княжение Михаилу. Тем не менее в последующие годы борьба между Тверью и Москвой продолжалась, и в связи с ней в источниках время от времени упоминается Иван Данилович. В 1310 году он представлял старшего брата на церковном соборе в Переяславле-Залесском, где поддержал митрополита Петра, обвинённого тверичами в симонии; в результате представитель патриарха признал Петра невиновным. В 1316 году предположительно именно продемонстрированное Иваном намерение двинуть армию на Тверь заставило Михаила Ярославича прервать поход на Новгород и спешно возвратиться домой. В 1317 году Калита побывал в Новгороде в качестве посла и убедил власти республики принять участие в очередной войне с Тверью.
В конце концов Юрий получил от хана великое княжение и добился казни Михаила (1317—1318 годы). В это же время постепенно росла вероятность того, что именно Иван Данилович станет очередным московским князем. У Юрия не было сыновей, Александр умер совсем молодым в 1308 или 1309 году, а Борис с 1311 года княжил в Нижнем Новгороде и детей тоже не имел. Калита оказался вторым по положению членом семьи из тех, кто находился в Москве, а с середины 1310-х годов — фактическим соправителем Юрия. Последний оставлял его блюстителем княжеской власти на время своих поездок в Орду: летом 1315 — осенью 1317, летом 1318 — весной 1319 годов. В 1320 году умер Борис Данилович, и Иван поехал в Орду сам — предположительно чтобы добиться от хана Узбека ярлыка на Нижний Новгород (Л. Черепнин выдвинул гипотезу, что Калита добивался власти над всей Русью в обход брата). Он провёл в Сарае около двух лет. На Русь Калита вернулся в 1322 году с ордынским послом Ахмылом, который по пути, согласно одной из версий, возвёл его на нижегородское княжение.

### Приход к власти

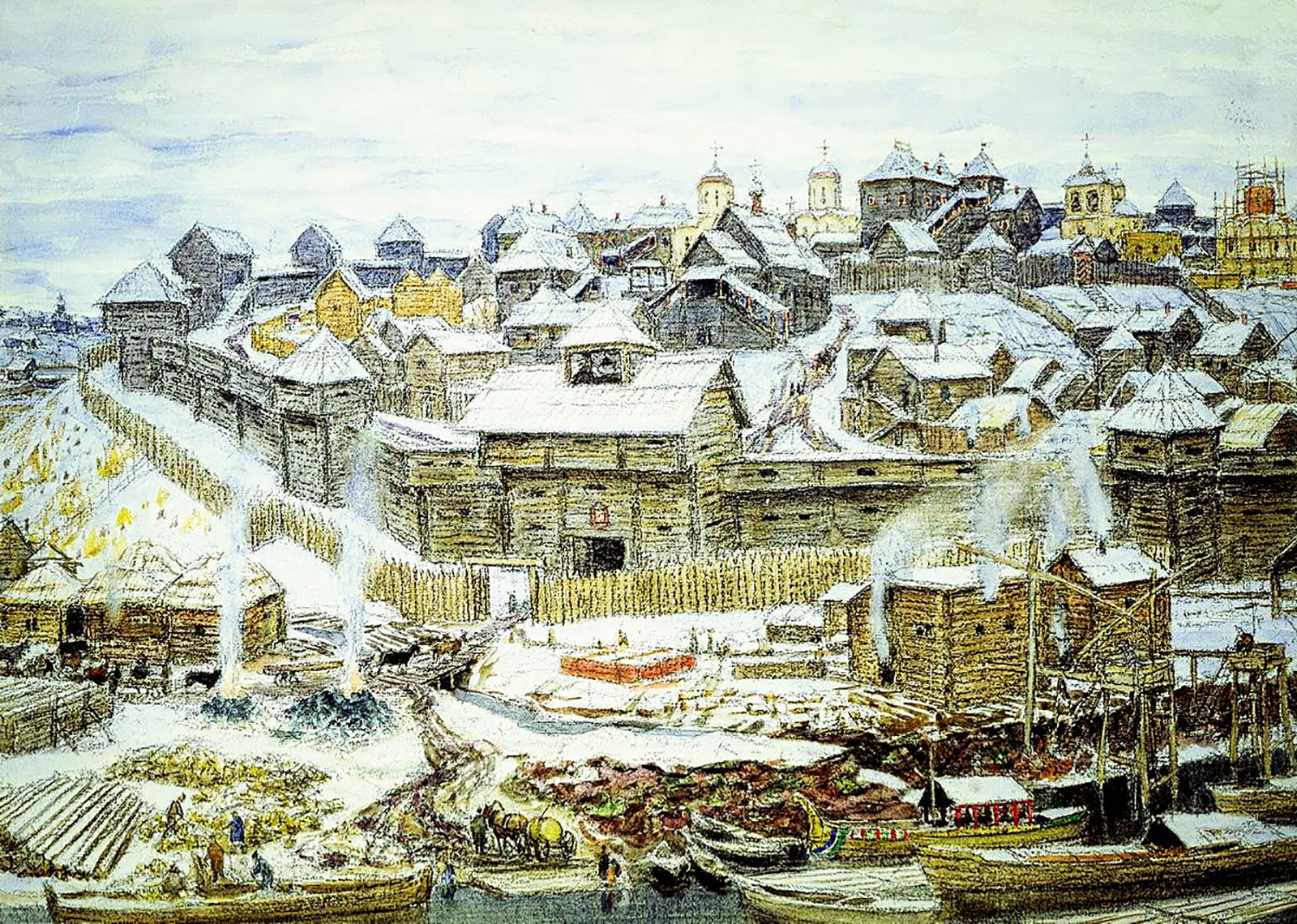
Кремль при Иване Калите, картина А. М. Васнецова

Весной 1322 года посол Ахмыл объявил Юрию Даниловичу о переходе ярлыка на великое княжение сыну Михаила Тверского — Дмитрию Грозные Очи. Причиной для этого поворота в ордынской политике стало утаивание Юрием тверской дани. При этом два источника, Никоновская летопись и Владимирский летописец, утверждают, что Иван Калита правил Москвой 18 лет, то есть его княжение началось в 1322 году. Соответственно в историографии существует гипотеза, что Ахмыл лишил Юрия не только владимирского, но и московского княжения; наряду с этим сохраняется и традиционная датировка начала правления Калиты — 1325 год, когда Юрий был убит в столице Орды Дмитрием Тверским.
Убийца Юрия действовал на свой страх и риск, а потому был немедленно арестован. Судьба великого княжения снова оказалась под вопросом. Известно, что Калита присутствовал при похоронах брата (8 февраля 1326 года в Москве), а потом во второй раз поехал в Орду. По одной версии, поехал он сразу и его целью было получить ярлык на московское княжение; по другой, он провёл в Сарае только вторую половину 1326 года и претендовал на великое княжение после того, как Дмитрий Грозные Очи был казнён. Узбек передал ярлык на Владимир брату Дмитрия Александру (в конце 1326 года). Но вскоре произошёл ещё один неожиданный поворот: в августе 1327 года тверичи восстали и перебили пришедший с их князем отряд баскака Чолхана. Александр либо не смог помешать своим подданным, либо даже одобрил их действия. Поэтому Узбек вызвал к себе Калиту, Александра Васильевича Суздальского и ряд других князей; зимой 1327—1328 годов они снова отправились на Русь, сопровождая карательную армию, возглавляемую пятью темниками. По имени одного из темников этот поход был назван «Федорчукова рать».
Тверской летописец называет Калиту в связи с этими событиями «вожем на грады тверскыа». Предположительно Иван и Александр Суздальский провели ордынцев, к которым присоединили свои дружины, по льду Волги, чтобы избежать грабежей попутных территорий. Александр Тверской, не принимая боя, бежал в Псков, а все его владения были опустошены. «И людей множество погубиша, а иныа в плен поведоша, а Тверь и вся гради огнём пожгоша». Карательная армия разграбила также окрестности Торжка и взяла откуп с Новгорода Великого. Сразу после этого похода Калита опять поехал в Орду и там получил великое княжение. Однако Узбек принял необычное решение: он поделил земли княжества Владимирского на две части. Иван получил Кострому и контроль над Новгородом Великим, а собственно Владимир и Поволжье (предположительно Нижний Новгород и Городец) достались Александру Суздальскому. Только после смерти последнего в 1331 году эти территории оказались под контролем Калиты.

### Начало правления

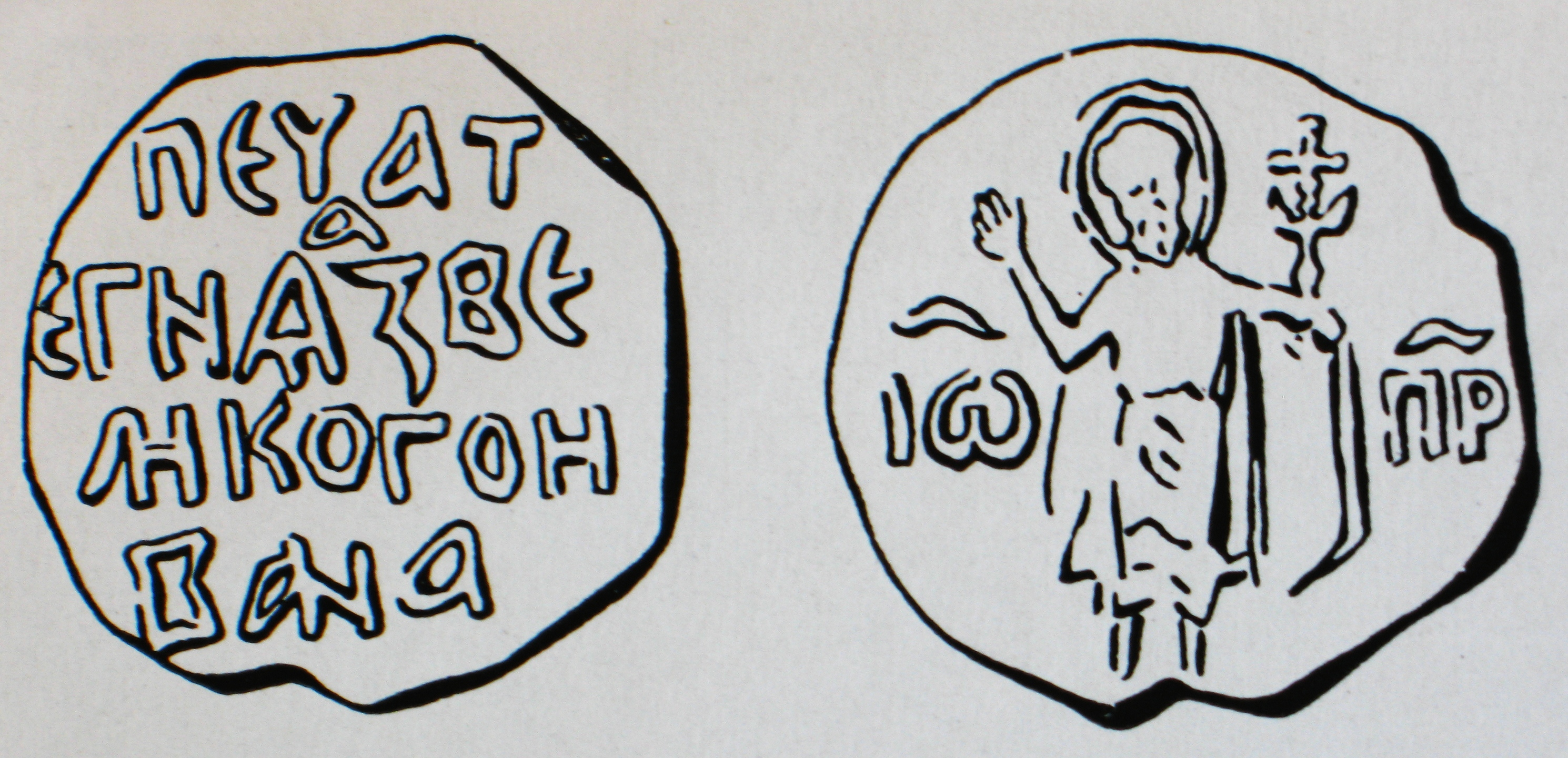
Печать Ивана Калиты

Вокняжение Калиты на «великом столе» стало началом довольно долгого мирного периода в истории Владимирской Руси (1328—1368 годы). Один из летописцев пишет о получении Иваном Даниловичем ярлыка: «И бысть оттоле тишина велика на сорок лет и престаша погании воевати Русскую землю и заклати христиан, и отдохнуша и починуша христиане от великиа истомы многыа тягости, от насилия татарского, и бысть оттоле тишина велика по всей земли». Этот мир наступил благодаря тому, что Калита наладил бесперебойные выплаты дани Орде. По мнению некоторых историков, именно Иван Данилович стал первым великим князем, который собирал дань не только непосредственно в своих владениях, но и в большинстве других княжеств Владимирской земли и сам передавал её хану (раньше это делалось через местных князей, откупщиков и баскаков). Такой вывод делается из одной фразы в Никоновской летописи: в 1328 году, передавая Калите ярлык, Узбек «и иныя княжениа даде ему к Москве». Исключительность полномочий Калиты подчёркивалась титулом — «Князь великия всея Руси», который носили и его потомки.
Добывая деньги, князь не останавливался перед грубым насилием. Так, в Ростове, обедневшем из-за татарских набегов, неурожаев и чрезмерных трат местных князей на поездки в Сарай, московские воеводы Мина и Василий Кочева в конце 1328 года организовали масштабные грабежи. «Епарха градского» Аверкия они подвесили вниз головой, «и взъложиша на ня руце свои, и оставиша поругана». Многие другие ростовцы из разных слоёв общества подверглись насилию и были вынуждены отдать остатки своего имущества. Нечто подобное происходило и в других русских городах.
Предположительно часть собранных средств Калита оставлял себе. Его казна могла пополняться также за счёт добычи пушнины в северных княжествах, зависимых от Москвы, за счёт продажи хлеба, а также благодаря внутренней стабилизации. Калита «исправи Руськую землю от татеи и от разбоиник»; при нём начался переход права судить и карать за тяжёлые уголовные преступления от крупных вотчинников к княжеской администрации, что имело положительные последствия. Во владениях московского князя получали землю и налоговые льготы на первое время жители других, менее благополучных, русских территорий. Так, разорённые ростовцы селились в радонежской волости к северо-востоку от Москвы; в числе этих насельников был отрок из боярской семьи Варфоломей, известный впоследствии как Сергий Радонежский.
Калита активно укреплял свои политические позиции на Руси, используя для этого мирные способы. В частности, он сам и его бояре покупали в других княжествах сёла и целые волости, становившиеся в дальнейшем очагами московского влияния. В завещании Ивана Даниловича упоминаются купленные им сёла, находившиеся во Владимирской, Костромской, Переяславльской, Ростовской, Юрьевской землях, под Новгородом. Шли в ход и династические браки. Предположительно в 1328 году Иван Данилович выдал одну из своих дочерей за Константина Васильевича Ростовского и добился раздела Ростовского княжества на две части. Борисоглебскую половину получил Константин, а тремя годами позже умер правитель Сретенской половины Фёдор Васильевич, и его владения хан Узбек передал на время Калите как часть великого княжения. В результате Константин стал послушным вассалом Москвы. Его кузен Фёдор Романович Белозёрский получил в жёны ещё одну дочь Калиты, Феодосию; он тоже подчинялся Москве, и вскоре после его гибели в 1380 году Белоозеро окончательно перешло к московским князьям.
Только третий зять Калиты отказался ему подчиняться. Это был ярославский князь Василий Давыдович Грозные Очи, который до конца не ладил с тестем. В 1339 году он даже намеревался противодействовать Ивану Даниловичу при дворе хана, из-за чего тот направил для его поимки на пути в Сарай целое войско в пятьсот всадников. Василий всё-таки прорвался в Орду; примирение между Москвой и Ярославлем произошло уже после смерти Калиты.

### Окончательная победа над Тверью

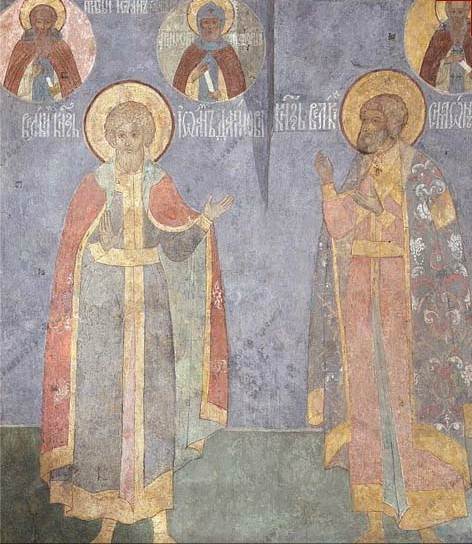
Иван Калита на фреске в Архангельском соборе Московского Кремля, 1652—1666. Справа — сын Калиты Семён Гордый

После Федорчуковой рати тверским князем стал Константин Михайлович, женатый на дочери Юрия Даниловича и настроенный мирно по отношению к Москве. Тем не менее Калита должен был продолжать войну с Александром Михайловичем: Узбек поручил ему поймать мятежного князя, укрывшегося во Пскове, и привезти в Сарай на суд. Сначала Иван Данилович попытался убедить своего врага явиться в Орду добровольно, чтобы спасти Русь от новых бедствий. Тот проигнорировал отправленные ему письма, и весной 1329 года на Псков двинулась армия залесских князей во главе с Калитой. Последний явно не хотел доводить дело до полноценной войны. По его просьбе митрополит Феогност отлучил от церкви и Александра, и всех псковичей; поэтому, когда Иван Данилович привёл войско к Опоке, его встретило посольство из Пскова, сообщившее, что тверской князь уехал в Ливонию. В Болотово был заключён «вечный мир», по условиям которого псковичи обещали не принимать князей из Литвы.
Тем не менее в 1331 году Александр вернулся во Псков как доверенное лицо литовского князя Гедимина и был принят на княжение. Калита пытался организовать ещё один поход против него; эта затея потерпела неудачу из-за отказа Новгорода в ней участвовать (1334 год). А годом позже Александр отправил в Орду своего старшего сына Фёдора, чтобы просить хана о прощении. Княжич был принят благожелательно. Потому и его отец поехал в Сарай, избежав встречи с московскими заставами (1337 год). Узбек объявил, что прощает Александра, и вернул ему Тверь, а также, по одной из версий, пожаловал титул «великого князя тверского», гарантировавший носителю независимость от Владимира. В 1338 году между Александром и Калитой велись переговоры, которые закончились ничем: тверской князь претендовал на свои «вотчины», к которым предположительно относил в том числе и великое княжение Владимирское.
С осени 1338 года княжич Фёдор был постоянным представителем Александра в Сарае, тогда как его отец на Руси сколачивал антимосковскую коалицию. Союзниками Твери стали Ярославль, Белоозеро, а также, возможно, другие княжества. Иван Данилович со своей стороны постарался найти доказательства «измены» Александра — его попыток заключить антиордынский союз с Литвой. Калита предпринял ещё одну (последнюю) поездку в Орду. Узбек, какое-то время занимавший выжидательную позицию, наконец, поверил доводам московской стороны и «оскорбися до зела». Уже после возвращения Калиты на Русь хан вызвал к себе Александра, а в октябре 1339 года приказал убить и его, и Фёдора.
Эти события означали окончательную победу Москвы над Тверью в борьбе за верховенство в Северо-Восточной Руси. С этого момента у Москвы уже не было опасных конкурентов в борьбе за великое княжение.

### Новгородские дела
В 1331 году начался конфликт между Москвой и Новгородской республикой. Хан Узбек увеличил размеры дани с русских земель, аргументируя это тем, что после переписи 1257—1259 годов прошло много времени; возможно, в действительности Калита пообещал платить больше, отблагодарив таким образом хана за ярлык на Владимир. Распределить новые тяготы по княжествам и городам нужно было самому московскому князю. Он решил основную часть этих платежей возложить на Новгород Великий, который в предыдущие десятилетия начал получать доходы с земель на Каме, Печоре и Вычегде. Соответственно в 1332 году Иван Данилович потребовал от Новгорода не только традиционный «чёрный бор», но ещё и «закамское серебро». Получив отказ, он обвинил новгородские власти в «измене», занял Торжок и Бежецкий Верх, а в конце 1332 года собрал армию для похода на столицу республики. Новгородцы предложили ему мир на неизвестных условиях. Получив отказ, они спешно укрепили город; в 1333 году архиепископ Василий Калика начал новые переговоры, пообещав 500 рублей, но не «закамское серебро». Мир не был заключён и на этот раз.
Сразу после переговоров с Москвой Василий Калика поехал в Литву. Гедимин, владения которого к тому времени включали большую часть Западной и Южной Руси, согласился на союз с Новгородом в обмен на вокняжение там его сына Наримунта, получавшего «в отчину и дедину» Ладогу, крепость Орешек, Корельск (Корелу), Корельскую землю и половину Копорья. Союзником Новгорода стал и Псков, где княжил тогда Александр Тверской. Калита в ответ на эти события женил своего старшего сына Семёна на дочери Гедимина Айгусте-Анастасии (зимой 1333—1334 годов). Митрополит Феогност инициировал новую серию переговоров, и Новгород, наконец, согласился выплатить «закамское серебро». В 1335 году Иван Данилович посетил этот город, чтобы закрепить примирение; при этом Наримунт остался новгородским князем, хотя сам жил в Литве.
В 1337 году Калита снова предъявил Новгороду какие-то финансовые претензии. Не получив деньги миром, он двинул армию в Двинскую землю. Новгородские источники сообщают, что москвичи потерпели поражение, московские — что дань всё-таки была взята, а бой закончился без явного победителя. Новгород, не получивший должной поддержки от Литвы, рассорившийся в эти годы со Псковом и Ливонией, отправил великому князю «чёрный бор» и изъявил готовность к переговорам. Но в 1339 году произошёл неожиданный поворот: Иван Данилович потребовал от республики ещё один платёж — по «запросу цесареву». Неизвестно, шла ли речь о каком-то чрезвычайном поборе или о выплате «чёрного бора» за предстоявшие годы; в любом случае Новгород ответил отказом. Это стало началом новой войны, развернувшейся уже после смерти Калиты.

### «Купли Калиты»

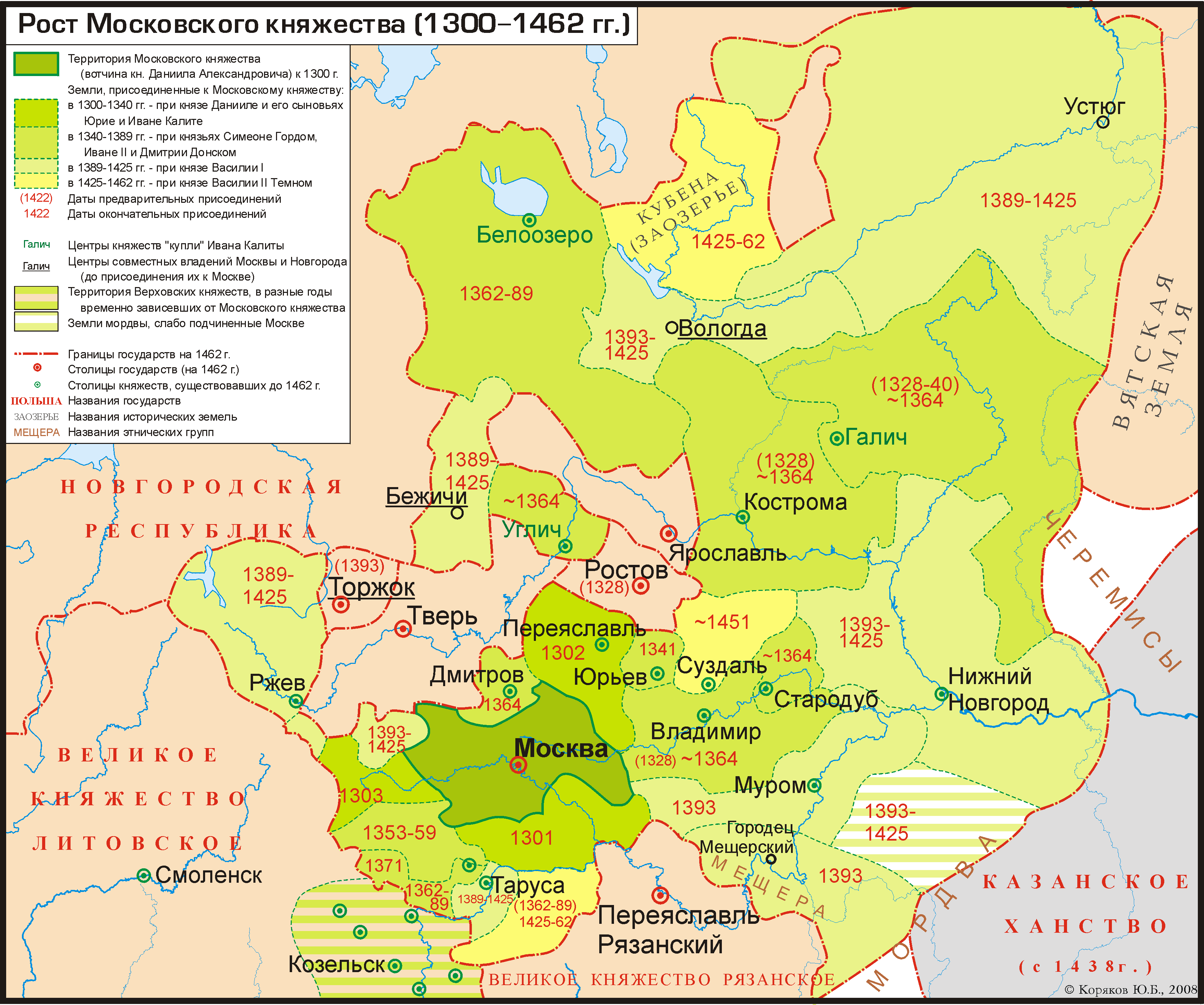
Рост Московского княжества в 1300—1462 годах

Дмитрий Иванович Донской в завещании (1389 год) упоминает «купли деда своего», то есть Калиты, — Углич, Галич (Галичь Мерьский) и Белоозеро. Углич был важным торговым центром на Волге, а Галицкое (Галич-Мерское) и Белозерское княжества, обширные и малонаселённые, имели значение в контексте противостояния Москвы и Новгорода и были богаты пушным зверем. Таким образом, контроль над ними был очень выгоден для Ивана Даниловича, но что именно имеется в виду под «куплями» остаётся неясным, — тем более что в Галиче и Белоозере были свои князья даже после смерти Калиты, и «купли» не упоминаются в завещаниях последнего и двух его сыновей.
Этой проблеме посвящена обширная литература. Первым высказался Николай Карамзин, считавший, что Калита присоединил три купленных им княжества не к собственному уделу, а к великоняжеским владениям. Позже Сергей Соловьёв отметил неправдоподобность этой версии: после смерти Ивана Даниловича великое княжение могло отойти к тверичу или нижегородцу, а Калита не стал бы «обогащать других князей на свой счёт». По мнению Соловьёва, князья Галича, Белоозера и Углича, продав свои владения, сохранили их за собой, но на условиях особой зависимости от Москвы. Эту версию поддержали Василий Ключевский, (он пишет об «окупных князьях») и многие другие историки последующих эпох — например, Лев Черепнин. Правда, остаётся непрояснённой одна деталь: почему «купли» не упоминаются в завещаниях сыновей Калиты. В поисках ответа на этот вопрос Василий Сергеевич обратил внимание на тот факт, что Дмитрий Донской отобрал Галич у местного князя в 1363 году, передал город своему двоюродному брату, а потом отобрал и у него тоже. Исследователь предположил, что формулировка «купли деда» — попытка замаскировать другие способы расширения владений, связанные с насилием и нарушением обычаев.
Сергей Платонов отметил в связи с этой историографической проблемой, что слово «купля» может означать не только покупку, но и место торга, договор, соединение. Матвей Любавский предположил, что Калита выплатил за трёх князей их долги Орде, и те стали служебными князьями; поскольку их владения не управлялись напрямую Москвой, они и не упоминались в завещаниях до 1389 года. По версии Николая Борисова, Иван Данилович купил у хана ярлыки на пожизненное управление тремя княжествами, обязавшись упорядочить выплаты дани. Наконец, Калита мог купить право на сбор дани, следствием чего неизбежно стало бы ограничение самостоятельности княжеств.
Все перечисленные версии являются только логическими построениями: проблема остаётся нерешённой.

### Церковная политика и строительство
Одним из важнейших достижений Калиты стало заключение союза с православной церковью. Митрополит Пётр во время своих разъездов по Залесской Руси регулярно посещал Москву и с определённого момента (предположительно с 1322 года) жил там, что серьёзно укрепляло авторитет местного князя. Иван построил для него «двор» в восточной части Кремля; после своей смерти в 1327 году митрополит по инициативе Калиты был причислен к лику святых (сначала местного, московского, почитания, а позже общерусского). Его преемником Иван Данилович хотел сделать архимандрита Феодора, но его постигла неудача. Следующим митрополитом стал грек Феогност, установивший хорошие отношения с Москвой, но при этом старавшийся быть над межкняжескими схватками.

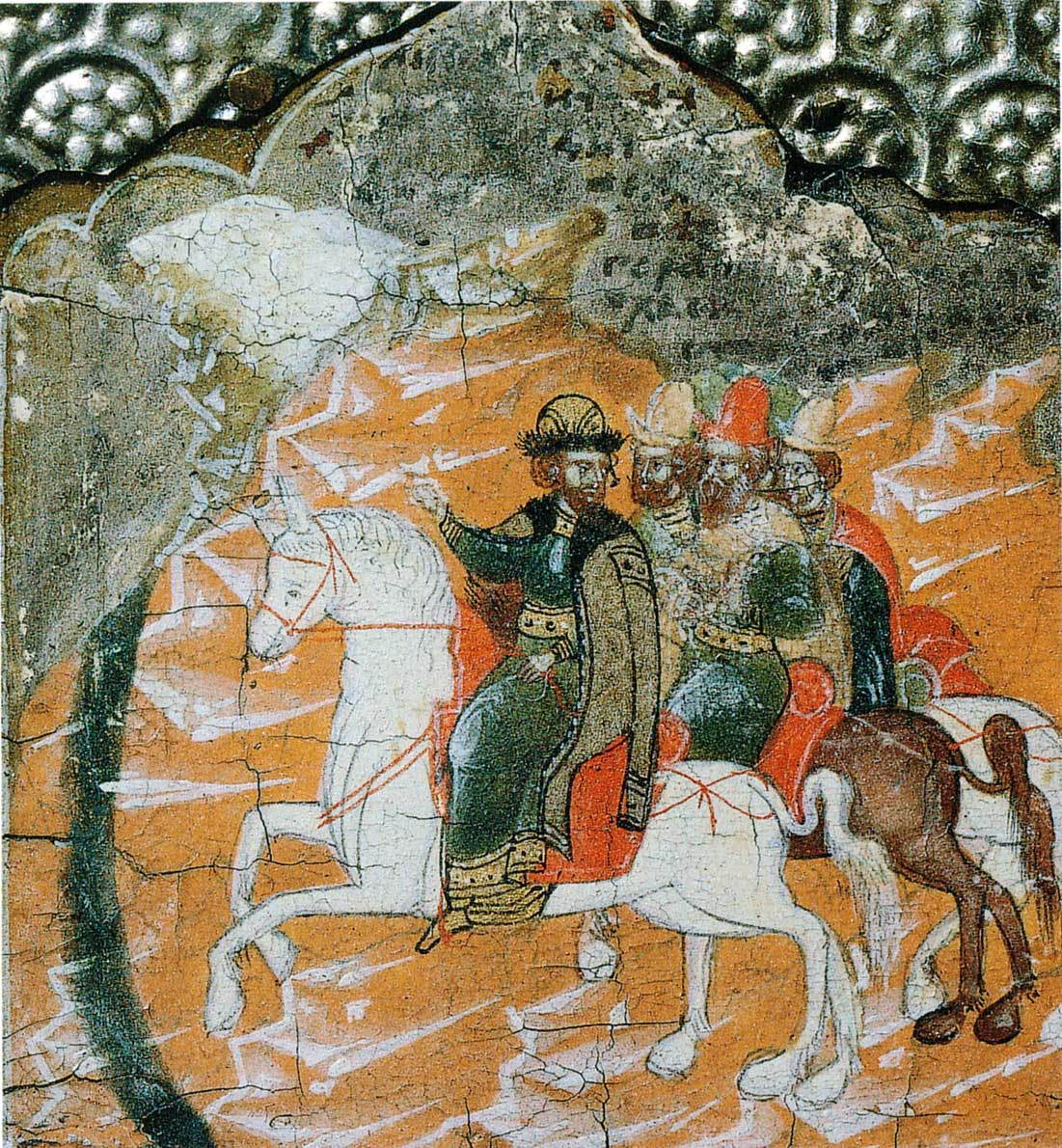
Иван Калита видит себя во сне едущим перед высокой горой с тающим снегом

По совету Петра Калита воздвиг Успенский собор (строительство началось 4 августа 1326 года, освящение произошло 14 августа 1327 года, в 1329 году к храму был пристроен Петроверигский придел). Летописец называет эту постройку первым каменным храмом Москвы, хотя, согласно некоторым источникам, уже Даниил основал церковь из камня. К 1333 году были построены ещё четыре каменных церкви: Димитриевская церковь, Архангельский собор, церковь Иоанна Лествичника и собор Спаса на Бору при Спасском монастыре. Целью всей этой деятельности было сделать Москву крупным церковным центром, который бы не уступал Владимиру и мог бы стать постоянной резиденцией митрополита. Кроме того, в конце своего правления Иван Данилович построил в Переяславле-Залесском храм во имя Успения Богородицы на Горицах недалеко от того места, где в 1304 году была одержана победа над тверичами.
При Калите строились не только церкви: незадолго до смерти князя в Москве появился новый дубовый Московский Кремль (строился в 1339—1340 годах).

### Смерть и завещание

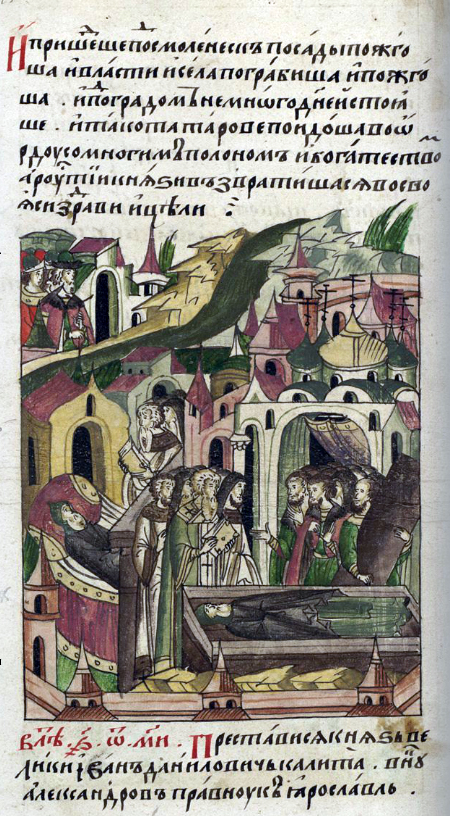
Смерть Ивана Калиты. Иллюстрация к Лицевому летописному своду, XVI век

Последним крупным событием правления Калиты стал поход на Смоленск, в котором участвовали войска Орды и залесских князей. Непосредственные результаты похода оказались скромными. Ордынцы и их вассалы разграбили Смоленскую землю и отступили — татары «со многим полоном и богатеством», а русские — «здравы и целы». Предположительно это была демонстрация силы в адрес Литвы, чтобы удержать Гедимина от помощи Польше, на которую Узбек решил напасть. Цели были достигнуты: летом 1340 года ордынцы вторглись в Малую Польшу, предотвратив таким образом переход к Пястам Галицко-Волынской Руси. Но это произошло уже после смерти московского князя.
Известно, что в начале 1340 года Калита, к тому времени давно болевший, постригся в монахи под именем Анания. 31 марта он скончался и уже на следующий день был похоронен в Архангельском соборе в Москве. Сохранились два варианта княжеского завещания, разница между которыми незначительна: в одном фигурирует несколько больше сёл и волостей. Одни историки полагают, что это два разных документа, другие — что завещание одно, а расхождения появились из-за переписчиков. Иван Данилович разделил княжество между пережившими его тремя сыновьями, причём столица стала нераздельной собственностью всех троих. Старший сын получил больше, чем остальные, и это заложило основы традиции, в соответствии с которой составлялись завещания всех последующих московских князей. Семёну Калита завещал главные после Москвы города княжества, Можайск и Коломну, Ивану — Звенигород и Рузу, Андрею — Лопасню, Серпухов и Перемышль.

## Семья

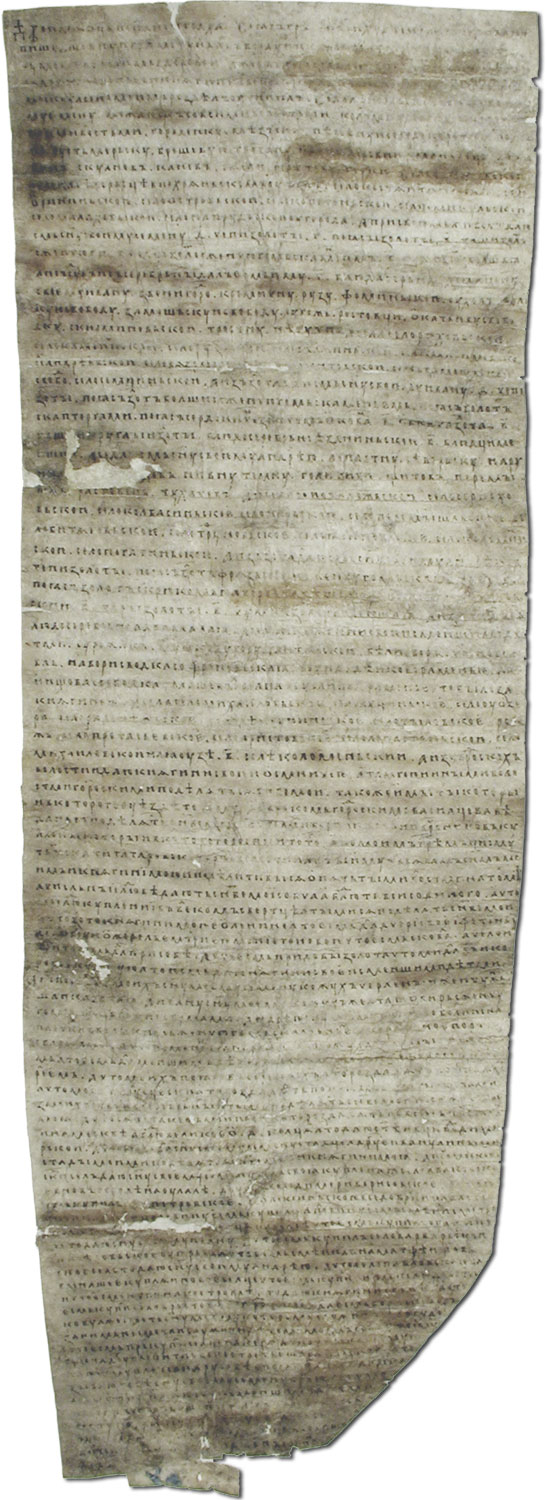
Духовная грамота Ивана Калиты. Около 1339 года

Иван Калита был женат дважды. Его первую супругу звали Еленой, и о её происхождении точно ничего не известно. Существует гипотеза, что она была дочерью смоленского князя Александра Глебовича. В этом браке родились:
1. Семён Иванович Гордый (1317—1353);
2. Даниил Иванович (родился 11 декабря 1319/1320[93]);
3. Иван II Иванович Красный (30 марта 1326 — 13 ноября 1359);
4. Андрей Иванович Серпуховской (4 июля 1327 — 6 июня 1353);
5. Мария Ивановна (умерла 2 июня 1365), с 1328 года жена князя Ростовского Константина Васильевича;
6. Евдокия Ивановна (умерла в 1342 году), жена князя Ярославского Василия Давыдовича Грозные Очи;
7. Феодосия Ивановна (умерла после 1389 года), жена князя Белозерского Фёдора Романовича[51];
8. Феотинья Ивановна[94].

Княгиня Елена умерла 1 марта 1331 года. Через год Калита женился ещё раз, и о его второй жене известно только имя — Ульяна. Существует гипотеза, по которой это была дочь Фёдора Давыдовича Галицкого с половиной отцовского княжества в качестве приданого. По мнению А. В. Экземплярского, во втором браке у Ивана Даниловича родилась одна дочь. В. А. Кучкин предположил, что было две дочери, Мария и Феодосия, которые фигурируют в княжеском завещании как «меньшие дети». Одна из них была жива в 1359 году; о другой вообще ничего больше не известно. Ульяна пережила мужа и умерла в промежутке между 1366 и 1372 годами.

## Память об Иване Калите

### В средневековой литературе

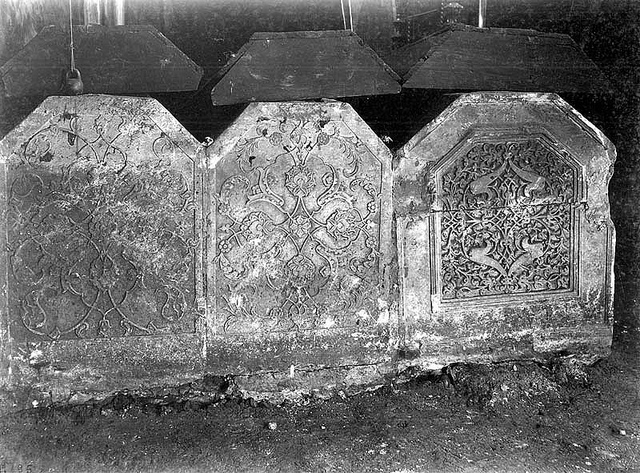
Архангельский собор. Вид торцов надгробий великих князей Ивана Даниловича Калиты и Семёна Ивановича Гордого, удельного князя углицкого Юрия Васильевича. Надгробия в первом ряду у южной стены. Фотография К. А. Фишера. 1905 г. Из коллекций Музея архитектуры имени А. В. Щусева.

Сохранились оценки личности и деятельности Ивана Калиты, зафиксированные ещё при его жизни. Это запись на евангелии, отправленном из Москвы в один из двинских монастырей в 1339 году. Писцы Мелентий и Прокоша создали панегирик своему князю, сравнив его с византийскими императорами-законодателями Юстинианом и Константином Багрянородным, отметив его заслуги как миротворца, строителя церквей, борца с ересями, покровителя духовенства и «сирым в бедах помощьника». Автор этой похвалы пишет: «При семь будеть тишина велья в Роускои земли и въсияеть в дни его правда, яко же и бысть при его царстве». В историографии существует мнение, что запись была сделана по приказу самого Калиты, пытавшегося подчинить Двинскую землю своему влиянию и ради этого занявшегося пропагандой.
Формула о «тишине» как главной заслуге князя Ивана появилась и в «Рогожском летописце», составленном в середине XV века: «Того же лета [1328 год] седе Иван Даниловичь на великом княжении всея Руси и бысть оттоле тишина велика на 40 лет, и престаша погании воевати Русскую землю и закалати христиан и отдохнуша и упочинуша христиане от великыя истомы и многыя тягости и от насилиа татарьскаго, и бысть оттоле тишина велика по всей земли». В ряде источников сформировался образ князя, защитившего Русь от внешнего врага, доброго и справедливого правителя. Признавая заслуги Калиты, летописцы воздерживаются от обвинений в связи с гибелью Александра и Фёдора Тверских — таковых нет даже в «Повести об убиении Александра Тверского». Митрополит Киприан в письме к Дмитрию Донскому назвал Калиту «благочестивым и приснопамятным» и даже «святым». С XIV века разрабатывался мотив заботы Ивана Даниловича о нищих: так, в Волоколамском патерике (XVI век) с отсылкой к рассказам Пафнутия Боровского сообщается, что князь был «милостив зело» и всегда носил при себе «калиту» с серебряными монетами, подавая нищим, «сколько вымется». Один нищий, согласно этому источнику, подходил к Ивану Даниловичу трижды и каждый раз получал подаяние. Только в третий раз князь сказал ему: «Възми, несытый зеници», и услышал в ответ: «Ты — несытый зеницы: и зде царствуешь, и тамо хощеши царствовати». Выяснилось, что нищий был послан самим богом, чтобы испытать князя и сообщить ему, что ему уготован рай.
С именем Калиты источники связывают начало объединения Руси Москвой. В частности, в «Синопсисе», составленном в конце XVII века, говорится о переносе в Москву при этом князе столицы великого княжения и резиденции митрополита. «И тако величеством славы престола княжения, от Владимира града перенесённого, богоспасаемый град Москва прославися». Все летописцы видели в переходе политического центра из Киева во Владимир, а потом в Москву основное направление развития Руси и России.

### В историографии

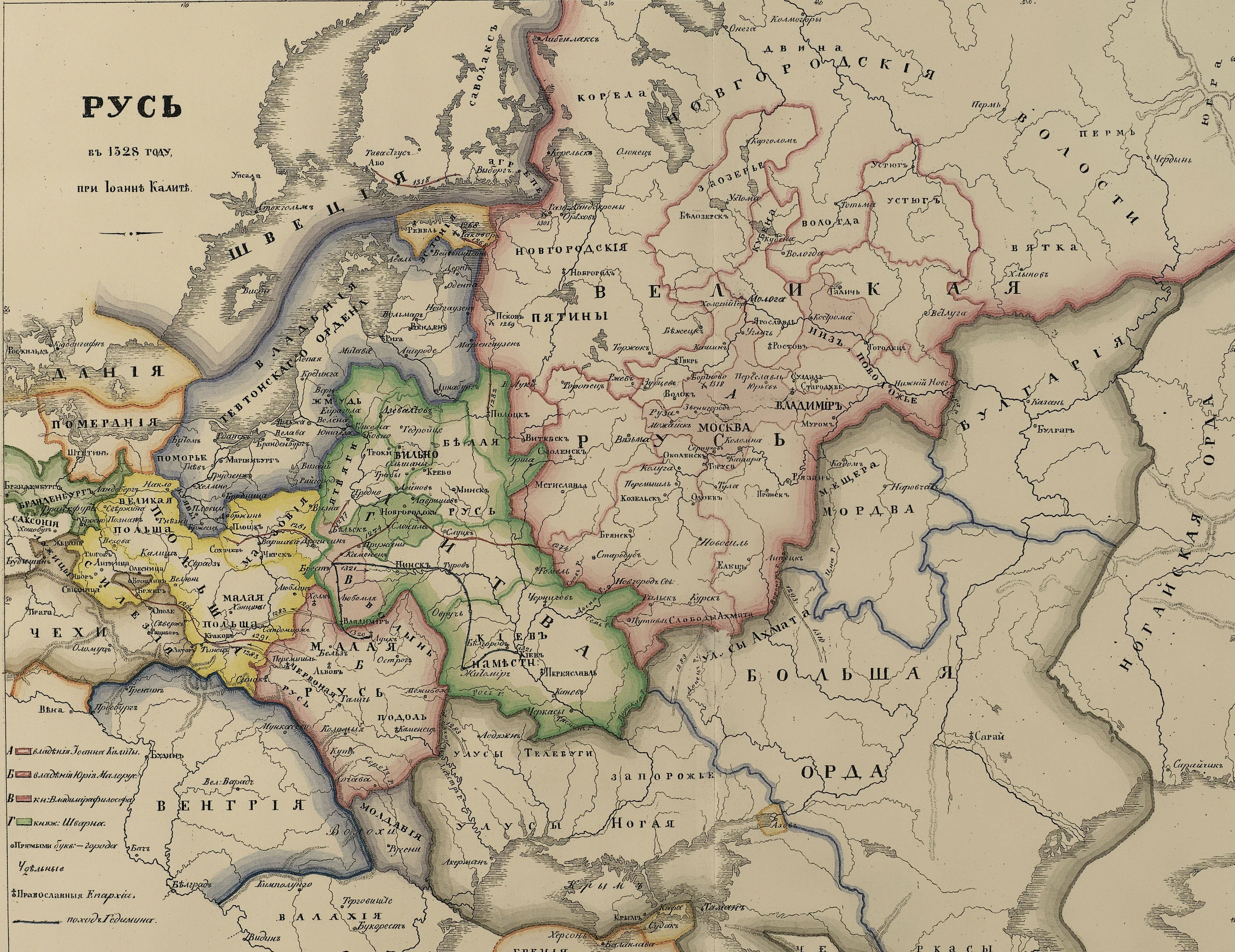
Восточная Европа при Иване Калите

Историки XVIII века, оценивая деятельность московских князей, в основном следовали за летописцами. В частности, Михаил Щербатов связывал между собой два процесса — собирание Руси и борьбу против ордынского ига. По его мнению, Калита внёс в обоих случаях большой вклад, покорившись татарам и усыпив таким образом их бдительность.
Николай Карамзин с одобрением отзывался о действиях первых московских князей, укреплявших «единовластие» как залог будущего величия страны. Калиту он вслед за одним из летописцев назвал «собирателем земли Русской», а главным его достоинством назвал хитрость, с помощью которой князь использовал хана Узбека против своих врагов. Иного мнения были представители дворянской оппозиции XIX века, для которых централизация страны и методы централизаторов выглядели как нечто безусловно вредное; отрицательное отношение к современному им самодержавию оппозиционеры переносили на московских князей, включая Ивана Даниловича. Например, Никита Муравьёв в своих «Мыслях об Истории Государства Российского Н. М. Карамзина» пишет, что «рабская хитрость Иоанна Калиты» была унизительна для «нравственности народной». Михаил Фонвизин был уверен, что до объединения Руси «все русские были вольные люди», но московские князья, включая Калиту, использовали ордынское господство, чтобы заменить свободу княжеским произволом. «Пресмыкаясь в Орде», князь Иван «возвращался оттуда грозным, суровым повелителем и на подданных вымещал своё унижение».
Виссарион Белинский причислил Калиту к наиболее выдающимся деятелям русской средневековой истории, однако в другой своей работе написал, что «Московское царство» возникло при этом правителе только «силою обстоятельств». Александр Герцен, относившийся к московским князьям отрицательно, пишет об Иване Даниловиче как о «типе государя той эпохи» — «политичном, плутоватом, лукавом, ловким, старавшимся заручиться покровительством монголов своим чрезвычайным смирением перед ними и в то же время захватывавшим всё и пользовавшимся всем, что могло увеличить его власть». О хитрости князя пишет и Николай Костомаров, подметивший наряду с этим «невоинственный характер» Калиты.
Василий Ключевский отозвался об Иване Даниловиче с определённой симпатией, хотя этот учёный был невысокого мнения о первых московских князьях в целом как «некрупных людях», которым пришлось «делать большие дела». По его словам, Калита «первый начал выводить русское население из того уныния и оцепенения, в которое повергли его внешние несчастия. Образцовый устроитель своего удела, умевший водворить в нём общественную безопасность и тишину, московский князь, получив звание великого, дал почувствовать выгоды своей политики и другим частям Северо-Восточной Руси. Этим он подготовил себе широкую популярность, то есть почву для дальнейших успехов». Историк придал большое значение «великой тишине», наступившей при Калите: благодаря ей к середине XIV века выросло первое поколение, «начавшее отвыкать от страха ордынского, от нервной дрожи отцов при мысли о татарине». Ключевский пишет об Иване Даниловиче как князе богатом и скупом, «скопидоме», а его прозвищу, указывавшему на щедрость носителя, приписывает ироническое значение. Такая версия, по-видимому, не основанная на источниках, стала очень влиятельной и была зафиксирована в том числе в гимназическом учебнике Дмитрия Иловайского. Здесь Калита изображён как прогрессивный деятель («собиратель Руси»), но при этом очень неприятный человек — «необыкновенно расчётливый и осторожный», неразборчивый в средствах, раболепный слуга хана, присваивавший часть ордынской дани. Его прозвище Иловайский объясняет как «мешок с деньгами».
Противоречие между прогрессивной исторической ролью и неприятными личными чертами князя создало для учёных конца XIX — начала XX веков проблему, которую решали по-разному. Так, Василий Сергеевич предположил, что прогрессивной роли не было и что Калита не начал «собирать» Русь, а наоборот отсрочил объединение страны: Иван Данилович относился к княжеству как к частной собственности князя и поэтому разделил свои владения между сыновьями, а к тому же по приказу хана воевал против других русских, что имело негативное значение. Александр Пресняков, наоборот, заявил, что ставший общепринятым психологический портрет князя не соответствует действительности. «Обзор фактических сведений о деятельности великого князя Ивана Даниловича не даёт оснований для его характеристики как князя-„скопидома“, представителя удельной „узости“ и замкнутости вотчинных интересов. Эта его характеристика, столь обычная в нашей исторической литературе, построена на впечатлении от его духовных грамот, которые, однако, касаются только московской отчины и её семейно-вотчинных распорядков».

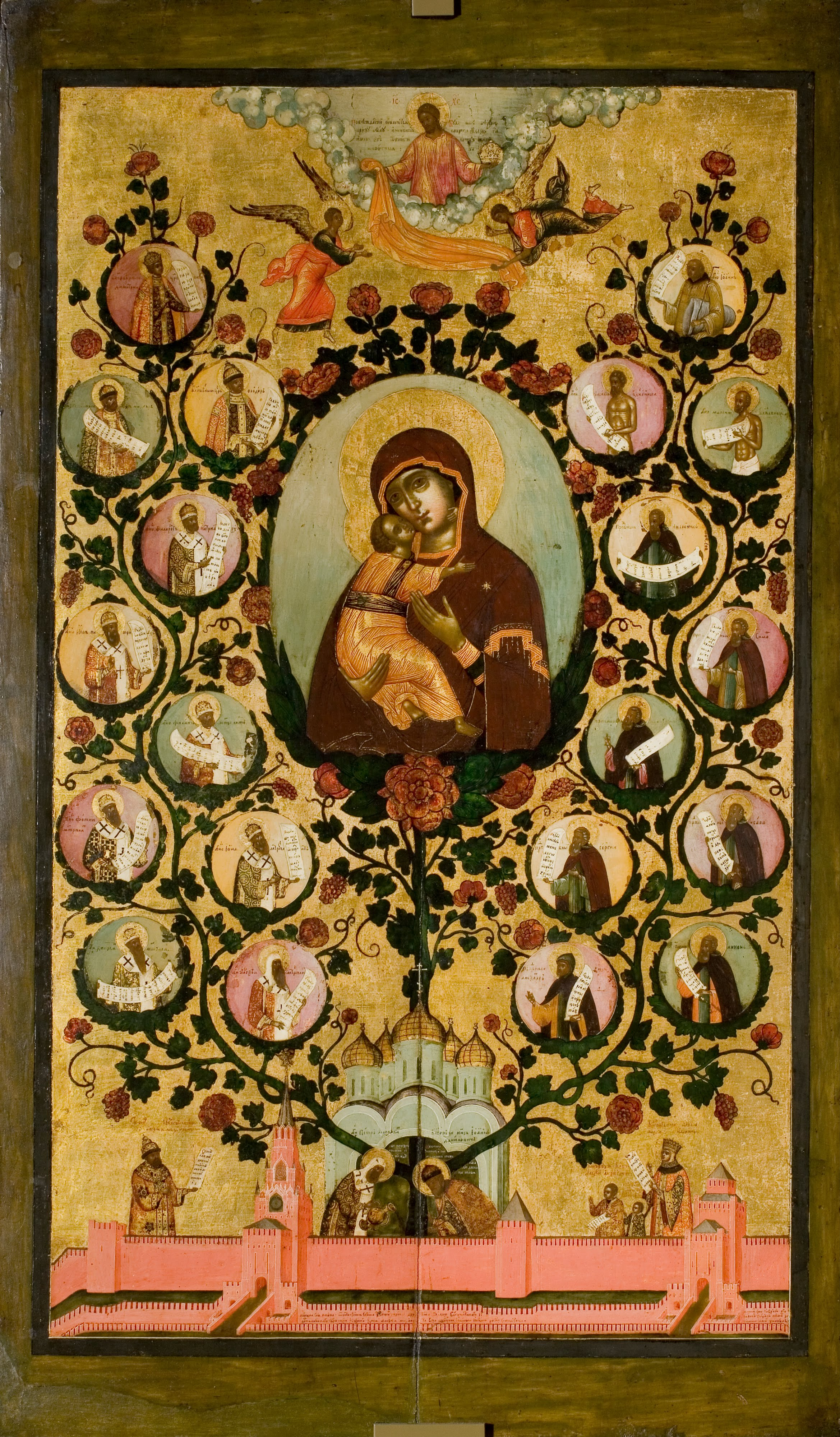
Похвала Богоматери Владимирской. Икона Симона Ушакова (1668)

В советскую эпоху личные качества московских князей мало интересовали учёных. Объединение Руси теперь трактовалось исключительно как результат глубинных социально-экономических процессов. Так, Арсений Насонов прямо заявил (в 1940 году), что Калита «не был и не мог быть ни объединителем Руси, ни умиротворителем», так как успех объединению и умиротворению обеспечило «народное движение». Об Иване Даниловиче советские исследователи писали редко и в критическом духе, используя, в частности, два суждения о нём Карла Маркса, согласно которым Калита «сумой, а не мечом прокладывал себе дорогу» и соединял в себе «черты татарского палача и низкопоклонника и главного раба». Лев Черепнин в своём фундаментальном труде об объединении Руси характеризует князя как «сына своего времени и класса, правителя жестокого, хитрого, лицемерного, но умного, упорного и целеустремлённого». При этом Калита, согласно Черепнину, «жестоко подавлял те стихийные народные движения, которые подрывали основы господства Орды над Русью».
Современный российский исследователь Николай Борисов в написанной им биографии Калиты характеризует своего героя как «хранителя Руси и её великого созидателя».

### В изобразительном искусстве
Начиная с середины XVI века Ивана Калиту часто изображали русские художники. Как правило, такие изображения были частью композиций, основанных на «Сказании о князьях владимирских» и «Книге степенной царского родословия». Самое раннее из них — фрагмент росписи Благовещенского собора Московского Кремля (1547—1551), на котором Калита изображён в паре с отцом в монашеской одежде, с клиновидной бородой и нимбом вокруг головы, с согнутыми в локтях и приподнятыми руками. На стене Архангельского собора Московского Кремля, рядом с могилой, Иван Данилович нарисован в мирской одежде: на нём голубой кафтан с золотым поясом, золотые сапоги, красная шуба (1652—1666). Симон Ушаков создал портрет князя на стене Грановитой палаты в 1668 году, причём в его исполнении у Калиты карие глаза, широкие брови, вьющиеся волосы, прямая борода до груди. Портрет Ивана Даниловича есть и в «Царском титулярнике» 1672 года.
Иконописцы изображали Калиту по крайней мере с XV века. В мастерской Дионисия в 1480-е годы была создана икона «Святитель Пётр, с житием», на которой Иван Данилович присутствует при похоронах митрополита, сопровождает его тело при переносе в Успенский собор, указывает тысяцкому Протасию на высокую гору со снежной вершиной. Изображение князя есть на иконе Симона Ушакова «Похвала Владимирской иконе Богоматери» (1668) наряду с портретами других московских правителей и святителей; здесь Калита в шапке Мономаха и парадном великокняжеском облачении склоняется к корням древа, растущего из фундамента Успенского собора. На иконе Николая Емельянова «Святитель Пётр Московский, с 12 клеймами жития» (1913) Иван Данилович тоже стоит у древа (клеймо 9) и склоняется над митрополитом, лежащим на смертном одре (клеймо 11).

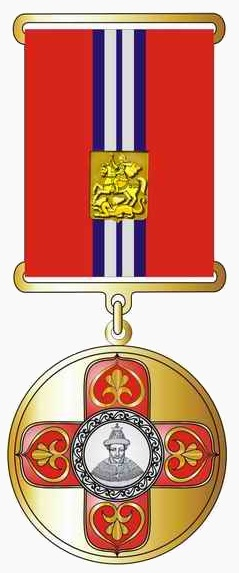
Медаль ордена Ивана Калиты

Цикл из примерно сорока миниатюр, посвящённых Калите, украсил первый Остермановский том Лицевого летописного свода (1570-е годы). На этих иллюстрациях князь предпринимает военные походы и поездки в Орду, присутствует при пострижении и смерти отца, принимает и отправляет послов; каких-либо индивидуальных черт его образ не имеет, так что в некоторых случаях трудно понять, кто именно из персонажей — Иван Данилович. Многие миниатюры рассказывают о строительстве и украшении храмов при Калите. Портрет этого князя можно увидеть на родословных древах великих князей и царей — в росписи галереи Преображенского собора Новоспасского монастыря в Москве (1669), на миниатюре из синодика, созданного царевной Татьяной Михайловной для Воскресенского Ново-Иерусалимского монастыря (1676—1682), на картине Ивана Никитина «Родословное древо русских царей» (1731), в стенописи центрального свода парадных сеней в здании московского Исторического музея (1883), на ряде литографий и гравюр XVIII — начала XX веков. Те же сюжеты использовали нюрнбергский мастер И. Дорш, создавший по заказу Якова Брюса серию рельефных инталий на зелёной сибирской яшме (около 1723; спустя 50 лет на основе инталий были созданы медали), Т. Иванов с ещё одной серией медалей (1768—1772), Федот Шубин с барельефами для Чесменского дворца (1774—1775), Ф. Шопен, на фабрике которого были созданы две серии бюстов (1849, 1860-е — 1870-е). На стене Исаакиевского собора изображено, как Калита получает от митрополита Петра благословение на строительство Успенского собора (вторая половина XIX века): князь стоит в парадном облачении, правой рукой указывает на план церкви, лежащий на столе, а левую прижимает к груди. Илларион Прянишников изобразил похожую сцену на стене храма Христа Спасителя (1870-е годы) с той разницей, что у него Иван Данилович держит в левой руке мастерок, а на земле видна груда кирпичей.
Московского князя изображают и современные живописцы. Например, кисти Александра Смолина принадлежит картина «Святитель Пётр и Иван Калита».

### В современной культуре
Русский советский поэт Ярослав Смеляков посвятил московскому князю стихотворение «Иван Калита» (1966):

Сутулый, больной, бритолицый,

Уже не боясь ни черта,

По улицам зимней столицы

Иду, как Иван Калита.

Слежу, озираюсь, внимаю,

Опять начинаю сперва

И впрок у людей собираю

На паперти жизни слова.

Мне эта работа по средствам,

По сущности самой моей;

Ведь кто-то же должен наследство

Для наших копить сыновей…

Иван Калита стал главным героем исторического романа Дмитрия Балашова «Бремя власти»; он действует и в предыдущей части цикла «Государи Московские», романе «Великий стол». Завод «Москвич» в 1998—2001 годах выпускал автомобиль на базе Москвич-2142 «Иван Калита», а власти Московской области в 2006 году учредили награду «Орден Ивана Калиты». Наградной крест ордена содержит портрет князя Ивана в центральном медальоне. Для православных Иван Данилович является местночтимым святым, «благоверным князем» с двумя днями памяти — Собор Московских святых (воскресенье перед 8 сентября по григорианскому стилю) и Собор Тульских святых, 5 октября.
Московская торгово-промышленная палата с 1998 года присуждает почётную награду «Дарственное подношение Ивана Калиты», которая включает свидетельство, золотой значок с портретом князя и серебряную статуэтку.

### Исследования
1. Аверьянов К. А. Купли Ивана Калиты. — М.: Энциклопедия российских деревень, 2001. — ISBN 5-88367-055-5.
2. Аверьянов К. А. Московское княжество Ивана Калиты (Присоединение Коломны. Приобретение Можайска). — М., 1994. — 56 с.
3. Басова М. В. Иоанн I Данилович. Православная энциклопедия. Дата обращения: 30 мая 2020.
4. Борисов Н. С. Иван Калита. — М.: Молодая гвардия, 2005. — 302 с. — (Жизнь замечательных людей). — 10 000 экз. — ISBN 5-235-02263-7.
5. Горский А. А. О династических связях первых московских князей // Древняя Русь. Вопросы медиевистики. — 2018. — № 4 (74). — С. 42—51.
6. Горский А. А. Русские земли в XIII—XIV веках: пути политического развития. — М.: Издательский центр Института российской истории РАН, 1996. — 128 с. — ISBN 5-201-00608-6.
7. Горский А. А. Русь и Орда. — М.: Наука, 2000. — 214 с. — ISBN 5-02-010202-4.
8. Долгоруков П. В. Российская родословная книга. — М.: Тип. Карла Вингебера, 1854. — Т. 1. — 350 с.
9. Иловайский Д. И. Сочинения в девяти томах. — М.: Московский фонд культуры, 1992. — Т. 2. — 191 с.
10. Карамзин Н. М. История государства Российского. — СПб.: Типография П. Греча, 1819. — Т. 4. — 260 с.
11. Ключевский В. О. Исторические портреты. Деятели исторической мысли. — М.: Правда, 1990. — 624 с. — ISBN 5-253-00034-8.
12. Ключевский В. О. Сочинения в девяти томах / под ред. В. Л. Янина ; вступ. ст. В. Л. Янина, В. А. Александрова. — М.: Мысль, 1988. — Т. 2. — 448 с.
13. Копанев А. И. О «куплях» Ивана Калиты // Исторические записки. — 1946. — Т. 20. — С. 24—37.
14. Костомаров Н. И. Русская история в жизнеописаниях её главнейших деятелей. — Париж: П. П. Сойкин, 1915. — Т. 1. — 656 с.
15. Большая российская энциклопедия : [в 35 т.] / гл. ред. Ю. С. Осипов. — М. : Большая российская энциклопедия, 2004—2017.
16. Кучкин В. А. Издание завещаний московских князей XIV в. (1339 г.). Вторая душевная грамота великого князя Ивана Даниловича Калиты // Древняя Русь. Вопросы медиевистики. — 2008. — № 2 (32). — С. 139—142.
17. Кучкин В. А. Первый московский князь Даниил Александрович // Отечественная история. — 1995. — № 1. — С. 94—107.
18. Литвина А. Ф., Успенский Ф. Б. Выбор имени у русских князей в X—XVI вв. Династическая история сквозь призму антропонимики. — М.: Индрик, 2006. — 904 с. — ISBN 5-85759-339-5.
19. Муравьёв Н. М. Мысли об Истории государства Российского Н. М. Карамзина // Литературное наследство. — 1954. — Т. 59. — С. 582—586.
20. Насонов А. Н. Монголы и Русь. История татарской политики на Руси. — М., Л.: Издательство Академии наук СССР, 1940. — 178 с.
21. Пресняков А. Е. Образование Великорусского государства. — Петроград: Типография Я. Башмаков и Ко, 1918. — 468 с.
22. Пчёлов Е. В. Рюриковичи. История династии. — М.: Олма-пресс, 2003. — 479 с. — ISBN 5-224-03160-5.
23. Селезнёв Ю. В. Русские князья в составе правящей элиты Джучиева улуса в XIII—XV веках. — Воронеж: Центрально-Чернозёмное книжное издательство, 2013. — 472 с. — ISBN 978-5-7458-1256-9.
24. Фонвизин М. А. Обозрение проявлений политической жизни в России // Общественные движения в России в первую половину XIX века. — 1905. — Т. 1. — С. 97—202.
25. Черепнин Л. В. Образование Русского централизованного государства в XIV—XV веках. — М.: Издательство социально-экономической литературы, 1960. — 900 с.
26. Экземплярский А. В. Великие и удельные князья Северной Руси в татарский период, с 1238 по 1505 г.. — СПб.: Издание графа И.И. Толстого. Типография Императорской Академии наук, 1889. — Т. 1. — 486 с.